# Dego-Abgabe
Die Dego-Abgabe war eine Abgabe, die zur Zeit des Nationalsozialismus in Deutschland bei Auswanderung an die Deutsche Golddiskontbank zu entrichten war. Diese Abgabe bezog sich zunächst auf Guthaben, die wegen der Devisenbewirtschaftung auf Sperrkonten gebucht waren und legal ins Ausland transferiert werden sollten. Ab Mitte 1938 wurde auch die Mitnahme von Umzugsgut ins Ausland eingeschränkt und teilweise mit einer hohen Abgabe belegt.
Zusammen mit der Reichsfluchtsteuer entzog die Dego-Abgabe den zur Auswanderung gezwungenen jüdischen Bürgern große Teile ihres Vermögens. Nach den Novemberpogromen 1938 wurde zudem die Judenvermögensabgabe erhoben. Manche
der zur Auswanderung gezwungenen Emigranten konnten kaum mehr als vier Prozent ihres Vermögens ins Exil retten.

## Geldtransfer
Wegen der hohen Staatsverschuldung hatte Reichspräsident von Hindenburg 1931 eine Notverordnung zur Devisenbewirtschaftung (vom 1. August 1931 / RGBl. I, S. 421) erlassen. Damit wurden Erwerb und Verwendung von Devisen sowie Ausfuhr von Reichsmark nur beschränkt erlaubt, ansonsten genehmigungspflichtig oder untersagt. Ab 1934 durften laut Verordnung (vom 29. September 1934 / RGBl. I, S. 894) nur noch zehn Reichsmark ins Ausland mitgeführt werden.
Bis Ende 1933 bewilligten die Devisenstellen bei den Landesfinanzämtern auswandernden Juden noch die Mitnahme von Barbeträgen bis 15.000 RM; ab Oktober 1934 wurde keinerlei Erlaubnis mehr erteilt.  1936 wurde das Devisengesetz (vom 1. Dezember 1936 / RGBl. I, S. 1000) geändert: Die Devisenstellen waren befugt, beim Verdacht einer Vermögensverschiebung Verfügungsbeschränkungen zu erlassen.
Wer auf legalem Wege emigrieren wollte, musste seine Wertpapiere und die Verkaufserlöse von Geschäft und Immobilien auf einem Sperrmark-Konto belassen. Der Umtausch vom Auswanderersperrguthaben in Devisen musste von der
Deutschen Golddiskontbank genehmigt werden und wurde nur mit einem Disagio vorgenommen, der sogenannten Dego-Abgabe.
Die Höhe der Abgabe (bezogen auf die ins Ausland zu transferierenden Werte) stieg im Laufe der Jahre und betrug:
- Januar 1934: 20 %
- August 1934: 65 %
- Oktober 1936: 81 %
- Juni 1938: 90 %
- September 1939: 96 %

## Umzugsgut
Um zu verhindern, dass jüdische Auswanderer erhebliche Vermögenswerte als Umzugsgut ins Ausland bringen konnten, durften nur Gegenstände mitgenommen werden, die zum persönlichen Gebrauch unbedingt erforderlich waren. Im Mai 1938 wurde angeordnet, dass das Umzugsgut rechtzeitig der Devisenstelle zu melden sei. Wert und Anschaffungszeitpunkt der Gegenstände waren in einem Verzeichnis anzugeben. Die Verpackung in Liftvans sollte im Beisein von Zollbeamten stattfinden.
Für Gegenstände, die nach Jahresbeginn 1933 erworben worden waren (sogenannter „Neubesitz“), wurde eine Dego-Abgabe in Höhe des Anschaffungswertes festgesetzt, in Einzelfällen ging die Gebühr auch weit darüber hinaus. Neuerworbene und zum Wiederverkauf geeignete Gegenstände wie Fotoapparate oder Musikinstrumente wurden selbst mit Dego-Abgabe nur dann freigegeben, wenn „der Auswanderer diese Sachen zur persönlichen Ausübung seines Berufes [...] und zur Begründung einer bescheidenen Existenz im Ausland unbedingt benötigte“.